# Karabin DSR 1
DSR 1 (przez AMP-TS GmbH oferowany pod nazwą DSR No. 1) – niemiecki karabin wyborowy w układzie bullpup. Produkowany przez firmę DSR-precision GmbH.

## Historia
Prototyp DSR 1 powstał w 1999 roku, w niecały rok po utworzeniu firmy AMP-TS. Publicznie został po raz pierwszy zaprezentowany w 2001 roku w Monachium podczas targów IWA 2001. Karabin DSR 1 jest bronią przeznaczoną dla policyjnych strzelców wyborowych (dwa egzemplarze były testowane przez komandosów GSG-9). W USA karabin jest oferowany także na rynku cywilnym jako broń sportową przeznaczoną do strzelania na duże odległości.
Poza podstawową wersją kalibru 7,62 mm NATO, produkowane są wersje kalibru .243 Winchester, .300 Winchester Magnum i .338 Lapua Magnum oraz wersja wyposażona w integralny tłumik dźwięku (kal. 7,62 mm NATO).

## Opis
DSR 1 jest bronią powtarzalną, z zamkiem czterotaktowym. Karabin zbudowany jest w układzie bullpup.
Karabin wyposażony jest w mechanizm spustowy ze spustem dwuoporowym, o regulowanej długości drogi.
Zamek wyposażony jest w sześć rygli rozmieszczonych w trzech rzędach.
Lufa ciężka, umieszczone w perforowanej osłonie, zakończona urządzeniem wylotowym spełniającym funkcje tłumika płomieni i hamulca wylotowego.
Pod osłoną lufy biegną dwa pręty na których osadzone jest krótkie łoże. Na górnej powierzchni osłony lufy znajduje się długa szyna Picatinny do której mocowane są celowniki i dwójnóg.
Zasilanie z wymiennego, jednorzędowego magazynka.